# Свинаренко, Игорь Николаевич
И́горь Никола́евич Свинаре́нко (14 августа 1957, Жданов — 10 мая 2022, Москва) — советский и российский журналист, писатель, переводчик, фотограф, издатель, колумнист, медиаменеджер. Член творческих союзов России (журналистов, литераторов, писателей). Лауреат Премии Правительства Российской Федерации в области средств массовой информации (2017).

## Биография
Родился в Мариуполе в 1957 году, с 1957 по 1974 жил в Макеевке Донецкой области, учился там же в средней школе. Окончил среднюю школу с золотой медалью. В 1980 году окончил факультет журналистики МГУ им. Ломоносова, в дипломной работе писал об истории печати в ГДР.
Работал каменщиком, бетонщиком, дворником, землекопом, переплётчиком, электрослесарем, фотографом, переводчиком.
Проживал в Москве. Был женат, две дочери.
Скончался 10 мая 2022 года в Москве после продолжительной болезни. Прощание прошло 12 мая 2022 года в Москве. Похоронен в Калужской области на родине жены, как завещал ещё при жизни.

### Журналистика
- Корреспондент газет:
  - «Вперёд» (г. Домодедово Московской области),
  - «Макеевский строитель» (г. Макеевка Донецкой области) и
  - «Макеевский рабочий» (г. Макеевка Донецкой области),
  - «Комсомолец Донбасса» (Донецк),
  - «Молодой ленинец» (Калуга).
- Обозреватель газет:
  - «Комсомольская правда»,
  - «Собеседник»,
  - «КоммерсантЪ»[8].
- Главный редактор журналов:
  - «Архипелаг» и
  - «Домовой».
- В 1996—1997 годах — собкор журнала «Столица» в США.

## Книги
- Соавтор (с Альфредом Кохом) цикла книг «Ящик водки»[9].
- «Москва за океаном» (ISBN 5-264-00782-9, ISBN 978-5-264-00782-8).
- «Наши люди»
- Свинаренко, И. Н. Такая страна. — М.: Вагриус, 1999. — 448 с. — 7000 экз. — ISBN 5-264-00122-7.
- "Донбасс до..."  (ISBN 978-5-94282-775-5, издательство ОГИ, 2015, М.)
- "Сильно умные. Разговоры про успех"